# 산마리노의 국기

산마리노의 국기 비율 3:4

산마리노의 민간기 비율 3:4

산마리노의 국기는 1862년 4월 6일에 제정되었으며 현재의 국기 디자인은 2011년 9월 10일에 수정된 디자인이다.
산마리노 국기는 가로를 경계로 위쪽엔 흰색, 아랫쪽엔 하늘색 바탕을 둔 다음 그 가운데에 산마리노의 국장이 그려져 있다. 국장의 방패에는 세 봉우리 위의 세 탑을 그려놓았고, 그 위로는 왕관을 씌웠으며, 양옆으로는 떡갈나무와 월계수 화환이 둘러싸고 있다. 아래쪽에는 '리베르타스'(LIBERTAS, 자유)라는 글귀가 새겨진 두루마리가 장식되어 있다. 산마리노 국기의 흰색은 평화를, 하늘색은 자유를 뜻한다.
2011년 제정된 《산마리노의 국기와 국장에 관한 법》에서는 산마리노 공화국의 국기는 공식 국기만을 규정하고 있으나, 실생활에서 쓰이는 민간기가 따로 존재하며 산마리노 곳곳에서 가끔씩 찾아볼 수 있다. 산마리노의 공식 자료에 따르면 이 민간기는 그 기가 걸려있는 도시에 따라 다르며, 도시의 상징 문장을 원래 국기의 국장 대신 집어넣어 사용한다고 밝히고 있다.

## 역사
산마리노 국기의 역사는 1465년 9월 4일 피렌체의 제조업자가 만든 기를 공화국 국기로 쓰게 되면서부터 시작되었다. 주황-흰색-자주색의 삼색기가 가로로 배치되어 있고 흰색선에는 산마리노의 옛 문장이 그려진 형태를 취하고 있다. 하지만 이 삼색기가 공화국 국기로 얼마나 오랫동안 쓰였는지, 또 지금의 흰색-하늘색 국기가 언제부터 등장한 건지는 확실히 밝혀진 바가 없다. 하지만 1797년 산마리노 대평의회가 당시 한창 진행 중이던 프랑스 혁명로부터 자극을 받아, 프랑스 혁명가들이 쓰던 흰색-푸른색 코케이드(모자에 끼우는 표지)를 쓰기로 한 것과 연관이 있는 것으로 보인다.
지금의 국기는 1862년 4월 6일 대평의회의 승인을 거쳐 공화국 국기로 정식 인정받게 되었고, 그 이후로 문장의 세부적인 변화나 비율 변화가 있어왔다가 2011년에 대대적으로 개편하였다.

1465년 ~ 1862년
1862년 ~ 2011년

## 색상
산마리노 국기의 공식 비율은 3:4이며, 국장의 폭은 국기 길이의 3⁄8 정도가 되어야 한다. 국장은 가로로 중앙에 위치해 있어야 하며, 세로로는 왕관 꼭대기의 십자가 중앙을 기준점으로 국기 세로길이의 1⁄8 지점에 위치한다. 국장 자체의 비율은 5:6이다.
국제적으로는 특별히 여의치 않는 사정일 경우 2:3 비율의 국기를 쓸 수 있다. 이 경우 국장의 폭은 국기 길이의 1⁄3이 되며, 왕관 꼭대기 십자가 중심점은 국기 세로길이 중 윗쪽 절반의 1⁄6 지점에 위치해야 한다.
산마리노 국기에 들어가는 색상은 다음과 같다.
| 색상 / 색상체계 | 팬톤 유광지                       | 팬톤 무광지                      | CMYK 컬러   | 팬톤 TPX                                   |
| --------------- | --------------------------------- | -------------------------------- | ----------- | ------------------------------------------ |
| 하늘색 바탕     | 2915 C                            | 2915 U                           | 55/10/5/0   | 15-4323 TPX                                |
| 흰색 바탕       | Pure white                        | Pure white                       | 0/0/0/0     | White textile                              |
| 밝은 노랑       | 7406 C                            | 7404 U                           | 5/25/100/0  | 14-0852 TPX                                |
| 어두운 노랑     | 124 C                             | 7405 U                           | 5/35/100/10 | 15-1050 TPX                                |
| 나무가지 갈색   | 7559 C                            | 7558 U                           | 15/35/70/30 | 18-0939 TPX                                |
| 밝은 초록색     | 576 C                             | 577 U                            | 47/10/70/0  | 17-0336 TPX                                |
| 나뭇잎 초록색   | 7742 C                            | 363 U                            | 65/25/80/13 | 18-0135 TPX                                |
| 어두운 초록색   | Cool gray 4 C + 7742 C 또는 350 C | Cool gray 3 U + 363 U 또는 350 U | 65/25/80/50 | 14-4103 TPX + 18-0135 TPX 또는 19-6311 TPX |
| 방패속 하늘색   | 291 C                             | 291 U                            | 47/8/7/0    | 14-4318 TPX                                |
| 그림자 하늘색   | Cool gray 4 C + 291 C 또는 7698 C | Cool gray 3 U +291 U 또는 7698 U | 70/30/20/20 | 14-4103 TPX + 14-4318 TPX 또는 18-4217 TPX |
| 그림자 회색     | Cool gray 4 C                     | Cool gray 3 U                    | 0/0/0/30    | 14-4103 TPX                                |
| 검은색          | Black C                           | Black U                          | 0/0/0/100   | Black TPX                                  |

## 같이 보기
- 산마리노의 국장